# Piogaster ussuriensis
Piogaster ussuriensis là một loài tò vò trong họ Ichneumonidae.